# Arhiducele Otto Franz al Austriei
Otto Franz Joseph Karl Ludwig Maria, Prinț imperial și arhiduce de Austria, Prinț Regal al Ungariei și Boemiei (21 aprilie 1865 - 1 noiembrie 1906) a fost al doilea fiu al Arhiducelui Karl Ludwig al Austriei și a celei de-a doua soții, Prințesa Maria Annunciata de Bourbon-Două Sicilii. A fost tatăl lui Carol I al Austriei, ultimul împărat al Austriei.

## Căsătorie și copii

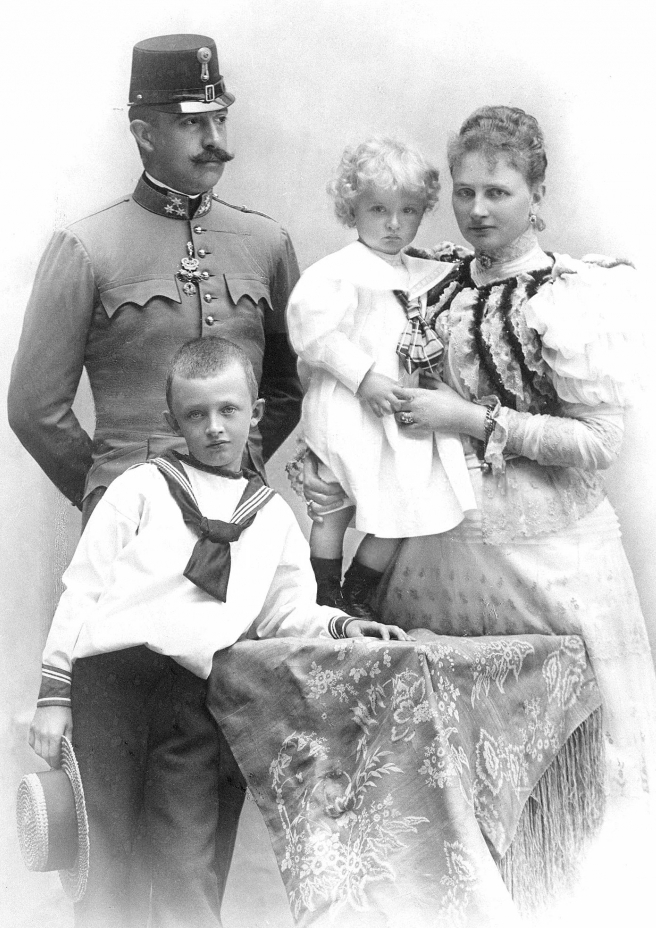
Arhiducele Otto Franz și familia.

La 2 octombrie 1886, s-a căsătorit cu Prințesa Maria Josepha a Saxoniei, fiica regelui George al Saxoniei. Au avut doi fii: 
- Arhiducele Karl Franz al Austriei (1887–1922), care a devenit ultimul împărat al Austriei. Căsătorit cu Zita de Bourbon-Parma; au avut copii.
- Arhiducele Maximilian Eugen al Austriei (1895–1952). Căsătorit cu Prințesa Franziska von Hohenlohe-Waldenburg-Schillingsfürst; au avut copii.

Mariajul a fost nefericit din cauza deselor infidelități ale arhiducelui. Cu una din amante, Maria Schleinzer, a avut doi copii: 
- Alfred Joseph von Hortenau (1892 – 1957)
- Hildegard von Hortenau (1894 – ?)

## Deces
Arhiducele Otto a murit la vârsta de 41 de ani de sifilis pe care l-a contractat în 1904. Fiul său cel mare, Carol, care a devenit moștenitor apoi împărat, în 1919 a plecat în exil și a murit de angină pectorală la vârsta de 34 de ani.

Asasinarea fratelui său mai mare, Arhiducele Franz Ferdinand al Austriei, la 28 iunie 1914, a dus la izbucnirea Primului Război Mondial.